# ビッカース VC10
ビッカース VC10
イギリス空軍のVC10
- 用途：旅客機、輸送機、空中給油機
- 製造者：ヴィッカース・アームストロング (BAC)
- 運用者：英国海外航空、イースト・アフリカン航空（英語版）、ガーナ航空、イギリス空軍など
- 初飛行：1962年6月29日（VC10）
- 生産数：64機
- 退役：2013年9月25日

ビッカース VC10 (Vickers VC10) は、イギリスの航空機メーカービッカース・アームストロング（現BAEシステムズ）社の長距離用ジェット旅客機。
なお、本項では本機を元に開発されたイギリス空軍 (RAF) の輸送機・空中給油機についても触れる。

## 歴史

### VC7
1950年代の前半、ビッカース社では同社のヴァリアント爆撃機を基本に拡大した、イギリス空軍(RAF)向け長距離ジェット輸送機V1000と、民間旅客機VC7の開発を進めていたが、ヴァリアントに機体構造上の欠陥が明らかになったため、1955年にイギリス空軍がV-1000の仮発注をキャンセルし、また英国海外航空(BOAC)もVC7計画に対し興味を示さなかったため、両機の計画はキャンセルされた。

### MREルートの需要

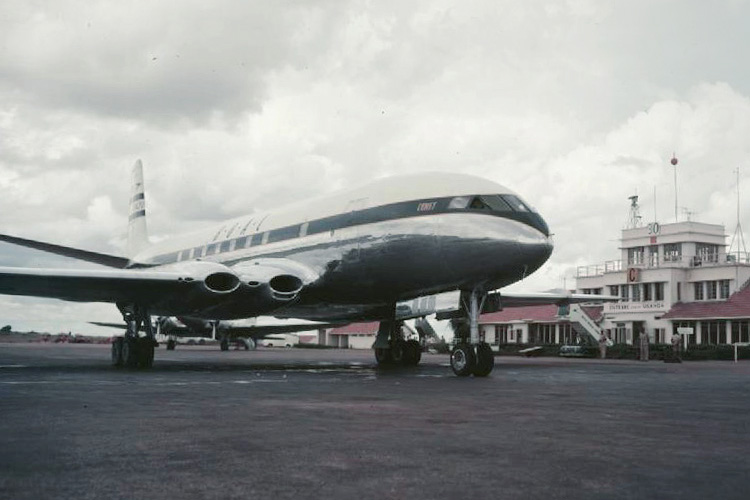
英国海外航空のコメットMk.I（エンテベ国際空港）

BOACは、世界最初のジェット旅客機デハビランド コメットを運用していたが、航続距離が短い上に座席数が少ないだけでなく、就航後間もなく構造上の問題から連続事故を起こしたため、数年間に亙り運航が停止されていた。このためBOACは改良型のコメット4を改めて発注すると共に、1956年にはコメットより大型のアメリカ製ジェット旅客機ボーイング707を、ロールス・ロイス製エンジンに換装した上で発注した。
しかしコメット4は機体規模に対してパワフルな反面、設計年次の古さから既に旧態化しており、一方ボーイング707は南アジアやアフリカ方面への中距離帝国間ルート（MRE、Medium-Range Empire）で運航するには過大で、特に顧客が少ないパキスタン-シンガポール間の運航に向かず、加えて出力不足からカノやナイロビといった高高度の空港 (Hot and high) での離着陸性能に難があり、搭載量が大きく減じられる問題点が明らかになった。
そこでBOACは1957年にイギリスの航空機メーカー数社にMREルート向けのジェット旅客機の開発を打診し、デ・ハビランド社、ハンドレページ社、そしてビッカース社が呼応した。

### VC10の提案

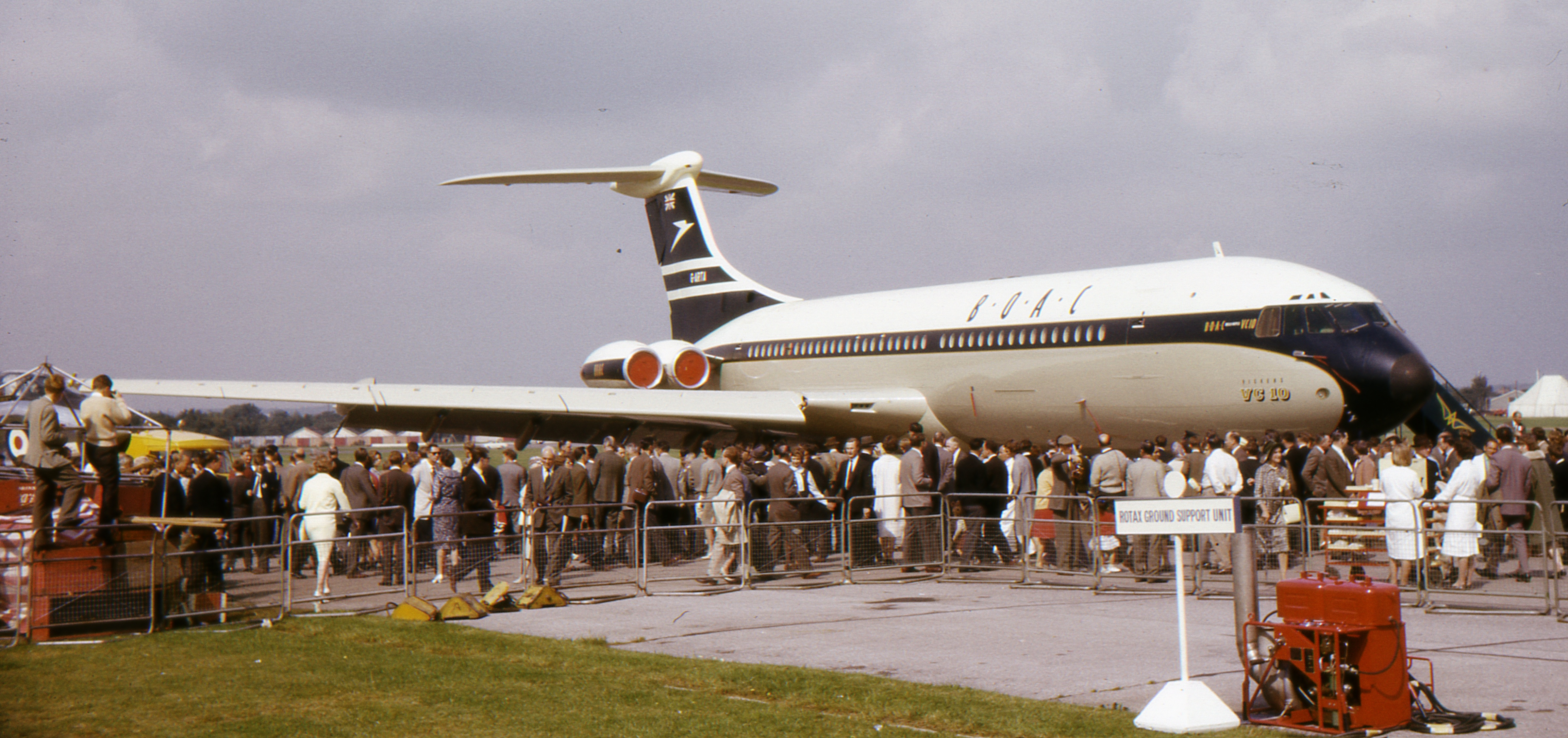
英国海外航空(BOAC)塗装を施されたVC10の1号機

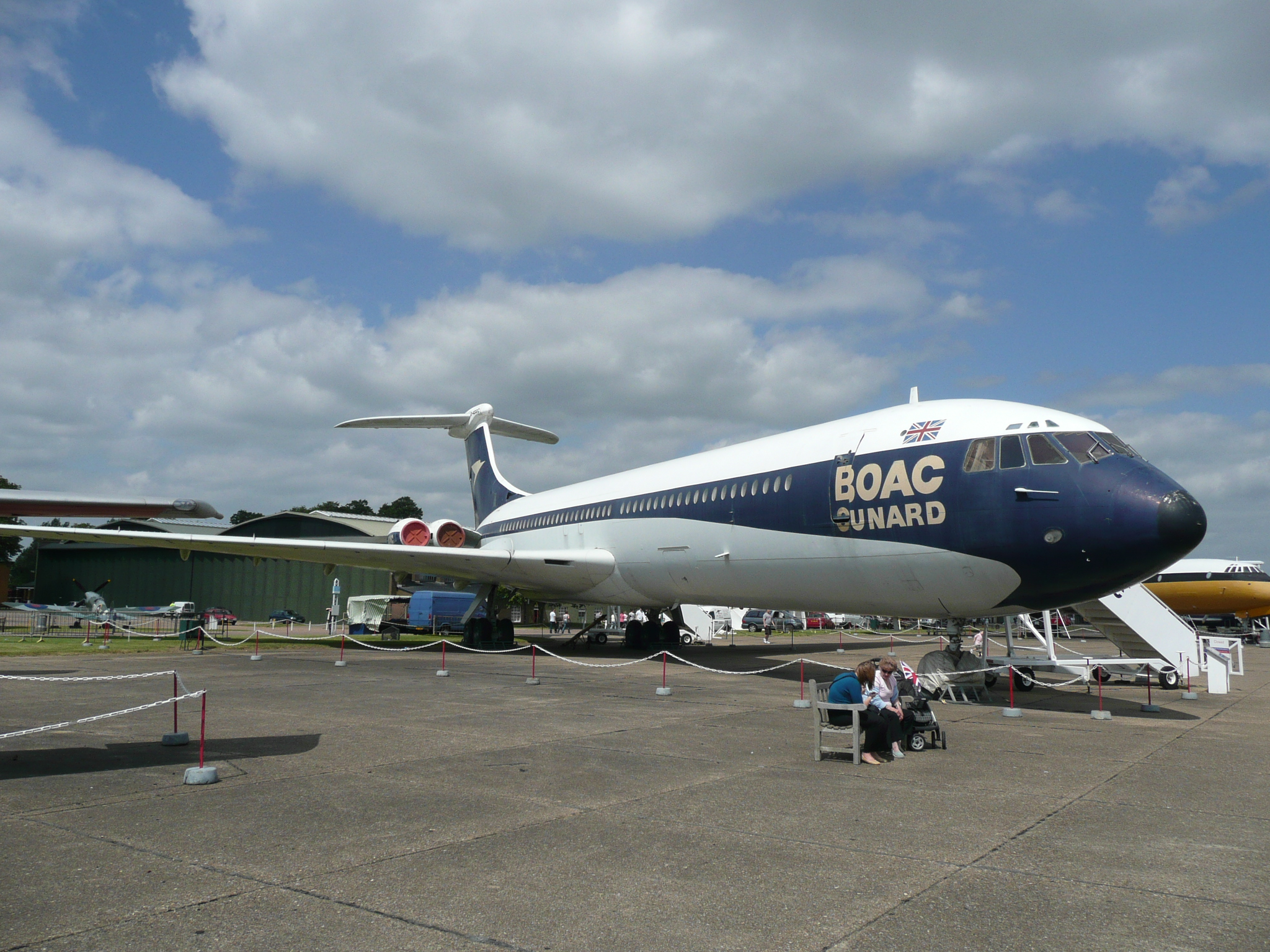
BOACキュナード航空のVC10

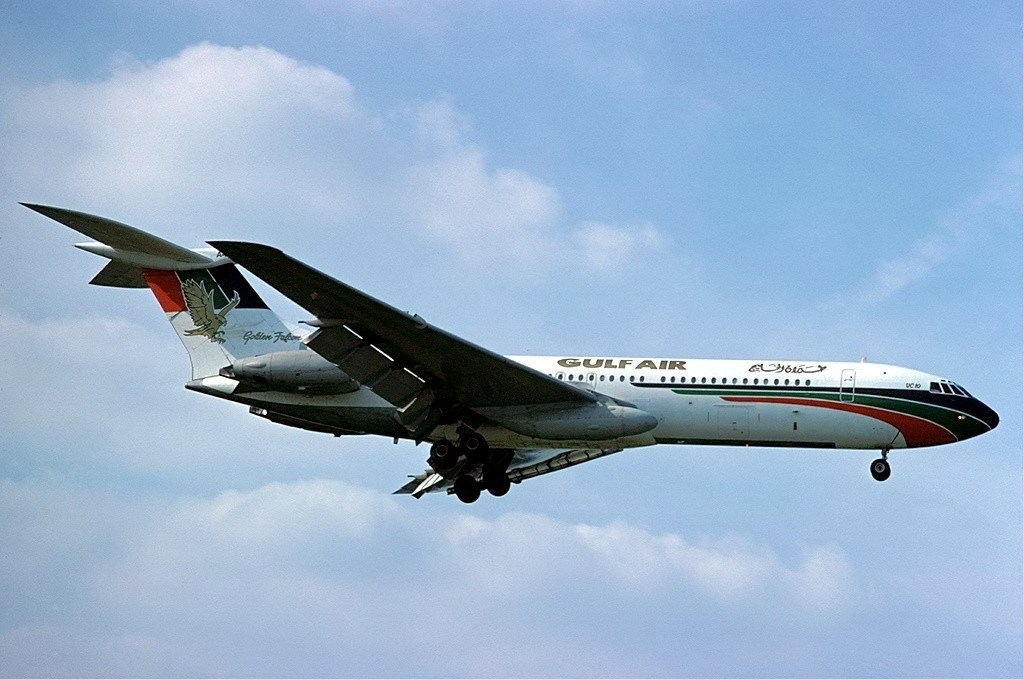
ガルフエアのVC10

ビッカース社が提案したVC10は、自動航法制御システム搭載のみならず高温・高地下での離着陸性能も追求したもので、同用途で先行するシュド・カラベルを拡大したかのようなT字尾翼に4発アフトエンジン方式に、高亜音速巡航を可能にするピーキー翼型を採用し、複式自動着陸装置など当時最先端のアビオニクスを満載したが、開発費の高騰と計画の遅延はセールス上致命傷になり、世界的ベストセラーの前作バイカウントで得た利益を吐き出しただけと揶揄された。
エンジンの無い主翼には、全幅に渡って高揚力装置の装備が可能になり、目論見通り民間旅客機として世界最強のSTOL性能を発揮した。しかしながら、尾部にエンジン4基を集中配備する機体構成上の制約から低〜中バイパス比ファンジェットしか搭載できず、後に出現する高バイパス比エンジン搭載機に比べ騒音が大きいという短所があった。そのため地上ではVC10が遠くに位置していても、いつ頭上に飛来するかが分かったという。
なお、このT字尾翼・4発リアエンジン方式レイアウトは、ソ連のイリューシンIl-62も採用している。

### 短命に終わる
計画着手時から50機受注したものの、1962年7月にようやく初飛行する開発遅延振りでは追加受注もなく、ライバルのボーイング707に遅れること6年、ダグラス DC-8に遅れること5年の1964年4月になって、初号機がBOACのロンドン-ラゴス線に就航した。
その後胴体を4.3mストレッチしエンジンを強化したスーパー VC10 （Type 1150）も含め、1970年に生産終了するまでイギリス国内向けに55機と、イギリス連邦諸国を中心とした中東やアフリカの航空会社などに9機が引き渡されるに留まった。更にオイルショックの影響を受け、収益性の悪いスタンダード VC10（Type 1101〜1109）は1970年代には花形の大西洋路線から姿を消し、スーパー VC10も1980年代初期に運航を終了したことにより、旅客機版のVC10は全機引退している。
BOAC（とそれを継いだブリティッシュ・エアウェイズ）が1970年代中盤まで定期乗り入れに使用していただけでなく、イギリス王室専用機として各国歴訪していたことから、日本でも馴染み深い機種だった。

### VC10タンカーへの改造

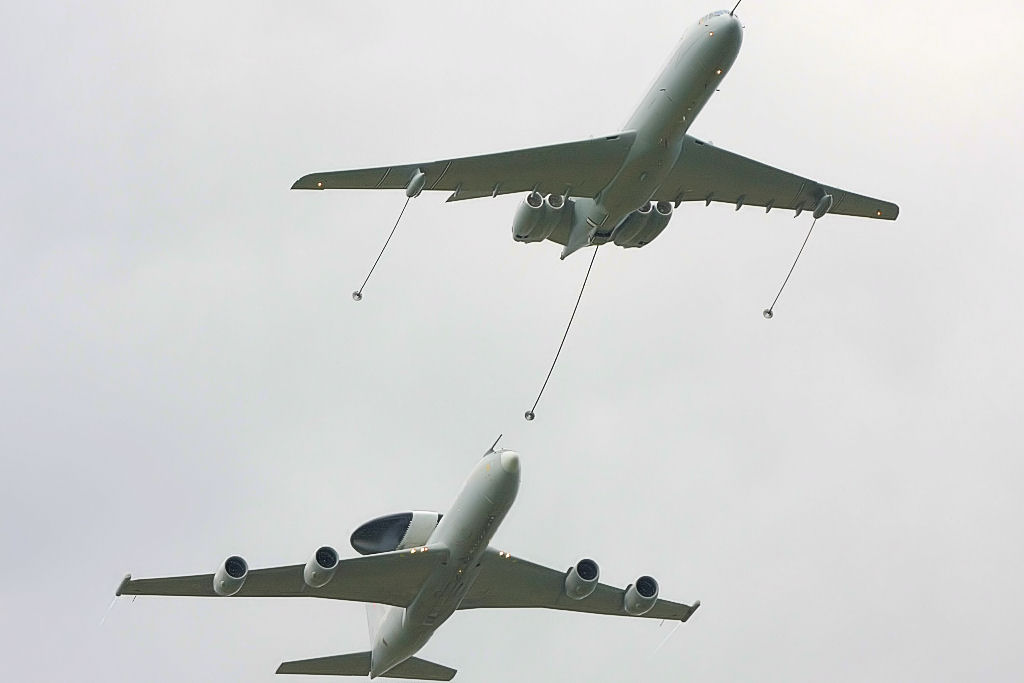
VC.10空中給油機。両主翼下のポッドと胴体下から給油用ドローグを伸ばしている。

1960年、イギリス空軍は戦略輸送機の仕様書を発行し、翌年にVC10改造機の採用を決定した。胴体はコンビタイプ (Type 1103) を基本にし、エンジンはスーパー VC10、翼は新設計され1965年11月26日にテスト飛行を行った。同機はVC10 C Mk. 1（VC10 C1と略される）と命名された。ヴィッカース社がブリティッシュエアクラフトコーポレーション (BAC) 社へ統合されたため、1978年にRAFはBACと既存のVC10とスーパー VC10の、空中給油機への改造契約を結んだ。
C1は給油ポッドを追加したのみの改修に留めC1Kとなった。続くK2、K3は胴体にも給油用ホースを追加し、胴体中央キャビンに燃料タンクを設置する大規模な改修が行われたため、キャビンの乗客用スペースは前部に残すのみとなった。K4は基本的にはK3と同じだが、胴体に燃料タンクは設置されなかった。
VC10は胴体にエンジンを装備しているため、他の給油機と異なり主翼に給油ポッドを搭載しても被給油機がエンジン排気に入る心配がなく給油を受けやすいというメリットがあった。
2006年、朝鮮民主主義人民共和国が実施を発表した核実験に関連して、2機のRAF所属VC10が沖縄県のアメリカ空軍嘉手納基地に飛来した。これは大気中の核実験由来の放射性物質の観測・採取を目的としたもので、主翼下に空気採取カプセルを装着して東シナ海上などで行動していた。ちなみに、このイギリス空軍の行動は朝鮮戦争に由来する国連軍としての活動の一環と位置づけられていた。

### 退役
2013年9月25日、最後のVC10（登録：ZA147）がブライズノートン基地からブランティングソープ飛行場へ最終飛行を実施、退役。
イギリス空軍はVC10とロッキード トライスターの任務は次世代空中給油機エアバス A330 MRTT「ボイジャー」へ引き継ぎ、VC10の運用は終了させている。

## 派生型
- ビッカース V.C.10 Type 1100 : 原型機、後に1109に変更。
- BAC VC10 Type 1101 : BOAC発注、35機オーダー中12機製造。
- BAC VC10 Type 1102 : ガーナ航空発注、コンビタイプ。3機製造。
- BAC VC10 Type 1103 : ブリティッシュ・ユナイテッド航空（英語版）発注、2機製造。BUAは1機の1102を発注。
- BAC VC10 Type 1104 : ナイジェリア航空（英語版）2機発注、キャンセル。
- BAC VC10 Type 1106 : イギリス空軍向けの輸送機VC10 C.1、14機製造。
- BAC VC10 Type 1109 : レーカー航空へのリースのため原型機1001を改称。
- BAC スーパー VC10 Type 1150 : スーパー VC10。
- BAC スーパー VC10 Type 1151 : BOACからのスーパーVC10発注、22機注文中17機製造。
- BAC スーパー VC10 Type 1152 : スーパーVC10コンビタイプ、BOACが13機発注キャンセル。
- BAC スーパー VC10 Type 1154 : イーストアフリカ航空発注、5機製造。
- VC10 C. 1K : 13機のVC10 C.Mk 1を改造、イギリス空軍の空中給油機兼輸送機。
- VC10 K. 2 : Type 1101を改造、イギリス空軍の空中給油機。
- VC10 K. 3 : Type 1154を改造、イギリス空軍の空中給油機。
- VC10 K. 4 : Type 1151を改造、イギリス空軍の空中給油機。

## 要目 (VC10 Type 1101)
- 運航乗員：3名
- 乗客：151席（最大）
- 全長：48.36 m
- 全幅：44.55 m
- 高さ：12.04 m
- 翼面積：264.9 m2

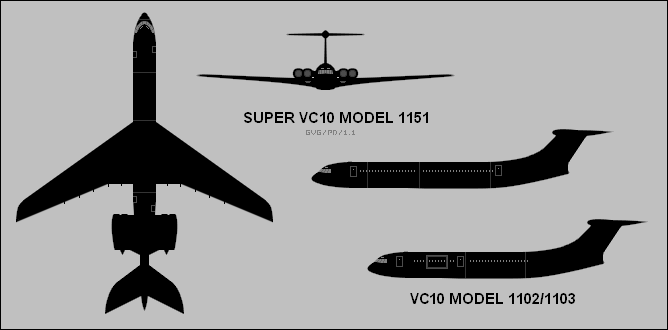
VC10

- 動力：ロールス・ロイス コンウェイ Mk 540 ターボファンエンジン × 4発
- 推進力：21,000 lbf (93 kN)×4
- 最大離陸重量：141,520 kg
- 機体重量：63,278 kg
- 最大速度：933 km/h
- 航続距離：9,412 km

## 要目 (VC10 C.1)
- 乗員：4名
- 全長：48.36 m (158 ft 8 in)
- 全幅：44.55 m (146 ft 2 in)
- 全高：12.03 m (39 ft 6 in)
- 翼面積：272.3 m2 (2,932 ft2)
- 動力：ロールス・ロイス コンウェイ RCo.43 ターボファンエンジン × 4
- 空虚重量：64,510 kg (142,220 lb)
- 最大離陸重量：146,060 kg (322,000 lb)
- 最大速度：935 kph (580 mph / 505 kt)
- 上昇限度：11,580 m (38,000 ft)
- 航続距離：11,600 km